# Live Worship from the 268 Generation
Live Worship from the 268 Generation è un album live di musica Christian rock, Gospel ed è stato pubblicato il 29 giugno 1998.

## Tracce
1. Send Your Rain - Kelly Carpenter - 2:48
2. Every Move I Make - David Ruis - 6:00
3. Knocking On the Door of Heaven - Matt Redman - 6:13
4. I Will Exalt Your Name - Jeffrey Scott - 3:31
5. The Vision - Charlie Hall (cantante) - 3:32
6. Your Name Is Above All Names - Jeffrey Scott - 4:45
7. We Fall Down - Chris Tomlin - 5:51
8. His Renown - Christy Nockels / Nathan Nockels - 4:34
9. You Alone - David Crowder / Jack Parker - 5:44
10. I Could Sing of Your Love Forever - Martin Smith - 5:54
11. To Every Nation - Charlie Hall (cantante) - 5:18
12. Sweet Mercies - David Ruis - 5:28
13. Did You Feel the Mountains Tremble? - Matin Smith - 9:00
14. I Will Exalt Your Name (268 Remix) - Martin Smith - 3:2